# 海屯路站
海屯路站是昆明地铁4号线的地铁车站，位于中华人民共和国云南省昆明市五华区海屯路与京昆高速交叉口西侧，于2020年9月23日开通。

## 车站结构
海屯路站位于海屯路与京昆高速交叉口西侧，沿海屯路设置，呈东西走向，为地下两层岛式站台车站，车站长483米，宽21.7米，车站地下一层为站厅层，地下二层为站台层，站台设置全高站台门。车站西侧设有两条存车线。
| 地面              | 出入口 | A、B、D、E出入口                                                                                              |
| 地下一层          | 站厅   | 客服中心、自动售票机、验票机                                                                                  |
| 地下二层          | 站台   | \| \| \| █ 4号线往金川路（大河埂） \| \| 島式 · 開左邊车门 \| \| \| \| \| \| █ 4号线往昆明南火车站（小屯） \| |
|                   |        | █ 4号线往金川路（大河埂）                                                                                     |
| 島式 · 開左邊车门 |        | |
|                   |        | █ 4号线往昆明南火车站（小屯）                                                                                 |

## 出入口
海屯路站目前开放4个出入口，各出口及周围设施如下所示：
| 编号                  | 地点             | 建议前往的目的地                               | 照片 |
| --------------------- | ---------------- | ---------------------------------------------- | ---- |
| 出口 · A              | 海屯路、新光巷   | 基因科技创新园、昆明恒大名都西区、大唐二组新村 |      |
| 出口 · B              | 海屯路、新光巷   | 基因科技创新园、高新小屯汽车城                 |      |
| 出口 · D · 升降机标志 | 海屯路、二环西路 | 昆明市社会福利院、昆明市老年人公寓             |      |
| 出口 · E              | 海屯路、新光巷   | 云智时代中心、融创海豚湾                       |      |
| 註： 設有             |                  |                                                |      |

## 接驳交通

### 公交车
- 海屯路地铁站A口：113路，127路
- 小屯：113路，127路

## 车站历史
本站建设时期工程名为大塘子站，开通前确定以海屯路站作为车站正式名称。
- 2018年4月30日，车站主体结构封顶[4]。
- 2020年9月23日，车站随4号线通车开通[1]。